# ژول باربییر
پل ژول باربیه (به فرانسوی: Paul Jules Barbier) (۸ ژوئیه ۱۸۲۵–۱۶ ژانویه ۱۹۰۱) شاعر، نویسنده و نویسنده اشعار اپرا بود که غالباً با همکاری میشل کاره می‌نوشت. وی از افراد مشهور پاریسی و ادیب بود.
نسخه‌های باقیمانده از اشعار اپرای او برای اپراهای موجود (آنهایی که به‌طور مشترک با کاره نوشته شده‌اند با یک ستاره نشان داده می‌شوند) عبارتند از:
- شارل گونو:
  - لا کلمب، فاوست (*)، دکتر بر خلاف خودش (*)، فیلیمون و باوسیس، پلی یوک، ملکه سبا و رومئو و ژولیت (*)
- ویکتور ماسه:
  - گالاته
  - فصل‌ها (*)
- جاکومو مایربر:
  - بخشش پلورمل (بعداً با عنوان دینورا تجدید نظر شد)
- ژاک افنباخ:
  - افسانه‌های هافمن
- کامی سن-سانس:
  - تمبر نقره ای
- آمبرواز توما:
  - هملت (اپرا) (*)، مینیون (*) و فرانسوا دو ریمینی (*).

وی همچنین لیبرتو را برای لاگوزله دولامیر، یک اپرای کمیک تک پرده ای توسط ژرژ بیزه نوشت. هرگز انجام نشده و احتمالاً تخریب هم نشده‌است.
او سناریوی باله سیلویا اجرا شده توسط لئو دلیب را نوشت. چارلز گونود موسیقی صحنه را برای نمایشنامه ژان دارک باربیه نوشت و لیبرتوی اپرای «خدمتکار اورلئان» ساخته پیوتر ایلیچ چایکوفسکی را بخشی از آن بنا نهاد.